# Phyllodromica moralesi
Phyllodromica moralesi är en kackerlacksart som beskrevs av Fernandes 1962. Phyllodromica moralesi ingår i släktet Phyllodromica och familjen småkackerlackor.
Artens utbredningsområde är Portugal. Inga underarter finns listade i Catalogue of Life.